# Glenview (Illinois)
Glenview település az Amerikai Egyesült Államok Illinois államában, Cook megyében. Lakosainak száma 48 705 fő (2020. április 1.).

## Népesség
A település népességének változása:

| 2010 | 44 692 |
| 2020 | 48 705 |

## Gazdaság
Az Egyesült Államok számos nagy a vállalatok jelentős létesítményekkel vagy irodákkal rendelkeznek Glenview-ban, köztük az Illinois Tool Works, a Reedy Industries, Scott Foresman, és a Republic Tobacco.

## Glenviewiek
- John A. Lynn (* 1943), hadtörténész, egyetemi tanár
- Sam Witwer (* 1977), színész
- Brian Fahey (* 1981), jégkorongozó
- Patrick Stump (* 1984), zenész
- Al Montoya (* 1985), jégkorongozó
- Alice Lee (* 1989), színésznő
- Andrew Clinkman (* 1991), zenész
- Olivia Smoliga (* 1994), úszó